# Изрязано шапиче
Изрязаното шапиче (Alchemilla incisa) е вид растение, принадлежащо към семейство Розови. Включено е в списъка на лечебните растения съгласно Закона за лечебните растения.
Естественият ареал на вида е Европа, като видее добре в субалпийски или субарктически биоми.